# Császártöltés
Császártöltés (Duits: Kaiserdamm) is een plaats (község) en gemeente in het Hongaarse comitaat Bács-Kiskun. Császártöltés telt 2662 inwoners (2005).